# Hiriberri/Villanueva de Aezkoa
Hiriberri/Villanueva de Aezkoa är en kommun i Spanien.   Den ligger i provinsen Provincia de Navarra och regionen Navarra, i den nordöstra delen av landet, 300 km nordost om huvudstaden Madrid. Antalet invånare är 121. Arean är 21,6 kvadratkilometer. Hiriberri/Villanueva de Aezkoa gränsar till Abaurrepea/Abaurrea Baja.
Terrängen i Hiriberri/Villanueva de Aezkoa är huvudsakligen kuperad, men åt sydost är den platt.